# Química sostenible

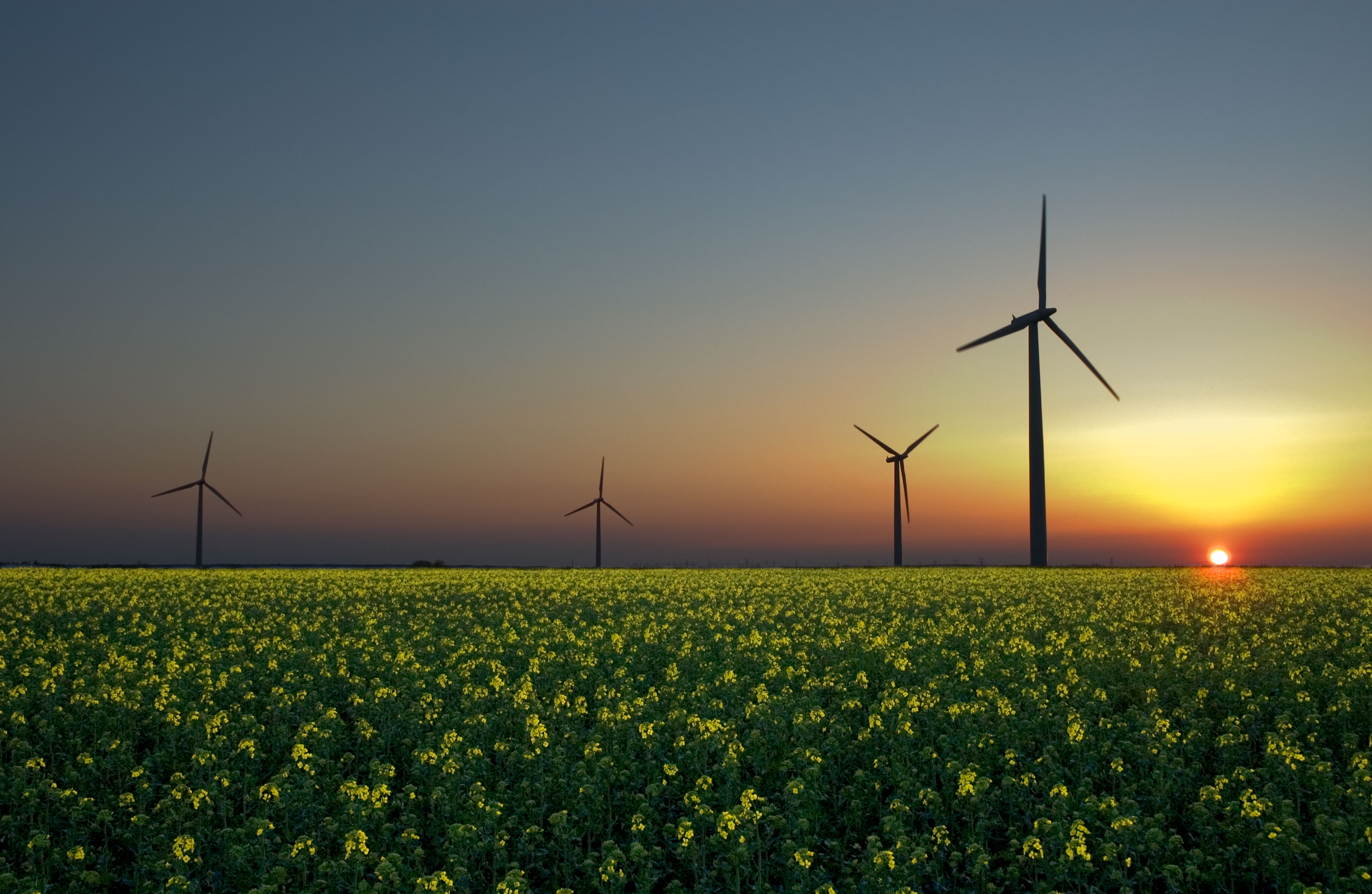
Química ambiental.

La química sostenible (también llamada química verde) consiste en una filosofía química dirigida hacia el diseño de productos y procesos químicos que implica la reducción o eliminación de productos nocivos (para los materiales, las personas y el medio ambiente). Lo cuál en muchos casos implica el rediseño de los productos y procesos utilizados.
Actualmente sus bases se resumen en 12 principios. La química sostenible se centra en las reacciones y procesos que se llevan a cabo en la industria química e industrias afines.
Es necesario distinguirla de la química ambiental, que estudia el comportamiento de los compuestos químicos (naturales o sintéticos) en el medio ambiente. También hay que destacar que la química sostenible tiene un carácter preventivo (evitando, en la medida de lo posible, la generación de productos peligrosos), mientras que la remediación medio ambiental se dirige hacia la eliminación de productos dañinos que ya se han vertido a la naturaleza.

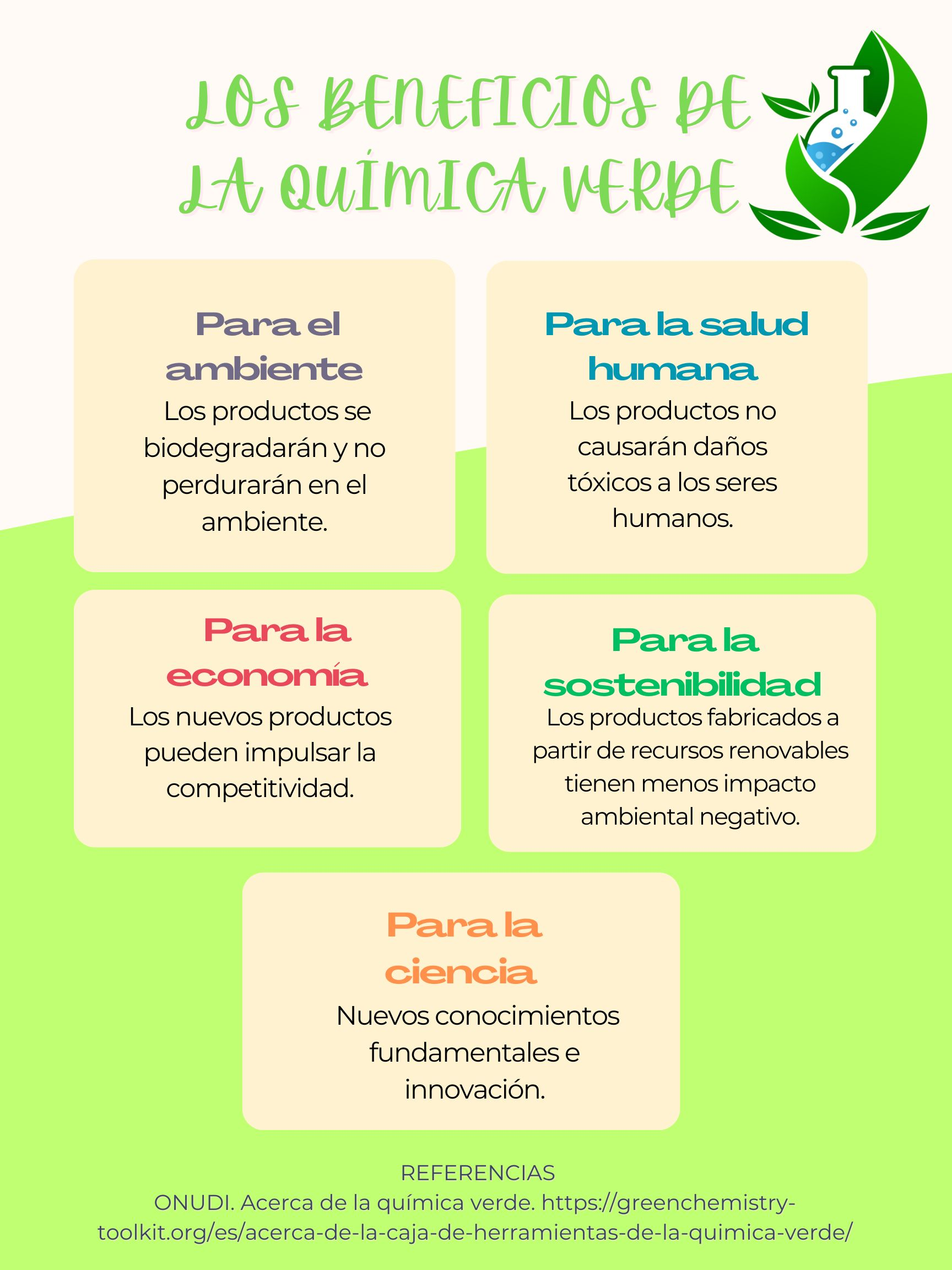
Beneficios de la química verde

La química verde o sostenible se trata de aplicar en distintos ámbitos de la química tales como la química orgánica, la química inorgánica, la bioquímica, la química analítica, la química física, la química farmacéutica, la ingeniería química, o la ciencia de polímeros. La denominada química click se enmarca dentro de los principios de la química verde o sostenible, ya que busca la máxima eficiencia atómica de los procesos y el minimizar el número de pasos para lograr cierto producto.
La bioquímica es fundamental para promover la salud y el bienestar dentro del marco del desarrollo sustentable. A través de la investigación bioquímica aplicada, es posible avanzar en tratamientos médicos más eficaces, promover una nutrición más saludable, desarrollar energías limpias, prevenir enfermedades relacionadas con el ambiente y crear soluciones para la remediación ambiental. La integración de estos avances en políticas públicas y prácticas sostenibles es clave para un futuro más saludable y ecológicamente equilibrado.
Aunque el empleo por primera vez del término "química Verde" ha sido asignado a Paul Anastas en 1991, parece que el término ya había sido empleado con anterioridad, como por el investigador Trevor Kletz lo uso en 1978 en un artículo en el que se instaba al uso responsable de procesos químicos y búsqueda de procesos sostenibles.

## Doce principios de la química sostenible[5]
Paul Anastas, de la Agencia de Protección Ambiental de los Estados Unidos, y John C. Warner desarrollaron doce principios de la química verde, que ayudan a explicar el significado de la definición en la práctica, y que buscan valorar cuán respetuosa es una reacción, un proceso o un producto químico con el medio ambiente.
Los principios cubren conceptos como:
1. Prevención. Es mejor prevenir la formación de residuos que tratar de limpiar tras su formación.
2. Eficiencia atómica. Los métodos sintéticos deben ser diseñados para conseguir la máxima incorporación en el producto final de todas las materias usadas en el proceso.
3. Síntesis segura. En cuanto posible, se deben diseñar metodologías sintéticas para el uso y la generación de sustancias con escasa toxicidad humana y ambiental.
4. Productos seguros. Se deben diseñar productos químicos que, preservando la eficacia de su función, presenten una toxicidad escasa.
5. Disolventes seguros. Las sustancias auxiliares (disolventes, agentes de separación, etc.) deben resultar innecesarias en lo posible y, cuanto menos deben ser inocuas.
6. Eficiencia energética. Las necesidades energéticas deben ser consideradas en relación con sus impactos ambientales y económicos. Los métodos sintéticos deben ser llevados a temperatura y presión ambiente.
7. Fuentes renovables. Las materias de partida deben ser renovables y no extinguibles, en la medida que esto resulte practicable técnica y económicamente.
8. Evitar derivados. La formación innecesaria de derivados (bloqueo de grupos, protección/desprotección, modificación temporal de procesos físicos/químicos) debe ser evitada en cuanto sea posible.
9. Catalizadores. Los reactivos catalíticos (tan selectivos como sea posible) son superiores a los estequiométricos.
10. Biodegradabilidad. Los productos químicos han de ser diseñados de manera que, al final de su función, no persistan en el ambiente, sino que se fragmenten en productos de degradación inerte.
11. Polución. Se deben desarrollar las metodologías analíticas que permitan el monitoreo a tiempo real durante el proceso y el control previo a la formación de sustancias peligrosas.
12. Prevención de accidentes. Las sustancias y las formas de su uso en un proceso químico, deben ser elegidas de manera que resulte mínima la posibilidad de accidentes.

## Ejemplos
Un ejemplo es la modificación de la síntesis tradicional del ibuprofeno, en un complejo proceso de seis etapas, con alto costo energético, bajo rendimiento y con costo adicional del reciclado y gestión de residuos. Algunos nuevos métodos desarrollados son más "verdes", ya que emplean únicamente tres etapas y la mayoría de los átomos de los reactantes pasan finalmente a formar parte del ibuprofeno, sin generar un gran número de residuos.
Una alternativa sintética para obtener Aspirina® es descrita en 10 etapas, aplicando una metodología con un acercamiento verde (benigno para el ambiente), utilizando como catalizador y/o medio de reacción Tonsil Actisil FF (arcilla bentonítica) y con cantidades pequeñas de reactivos, ubicando este experimento en la gama de microescala. Se llevó a cabo en condiciones libres de disolvente y usando como fuente de activación alterna, irradiación infrarroja.
Otros ejemplos de Química verde en el mundo real son:
Plásticos biodegradables
Los plásticos que se desarrollan a partir de fuentes renovables ecológicas, son biodegradables. La combinación de innovaciones reduce nuestra dependencia de los productos derivados del petróleo, protege a los seres humanos y la vida silvestre de los productos químicos indeseables en los plásticos viejos y reduce los desechos y el impacto en el medio ambiente.
Avances en Medicina
Los productos farmacéuticos son caros de producir en parte debido a los complicados y exigentes mecanismos de síntesis necesarios para producir algunos medicamentos. La química verde busca agilizar los procesos de producción, reducir el impacto ambiental de los medicamentos y sus metabolitos y minimizar los productos químicos tóxicos utilizados en las reacciones.
Investigación y desarrollo
La investigación científica emplea una serie de técnicas que utilizan productos químicos peligrosos y liberan desechos en el medio ambiente. Los nuevos procesos más ecológicos mantienen la investigación y la tecnología en el buen camino, al tiempo que la hacen más segura, más barata y menos derrochadora.
Química de pinturas y pigmentos
Las pinturas verdes van mucho más allá de eliminar el plomo de las formulaciones. Las pinturas modernas reducen los productos químicos tóxicos liberados a medida que las pinturas se secan, sustituyen algunos colores venenosos por pigmentos más seguros y reducen las toxinas cuando se elimina la pintura.

###### LOS BENEFICIOS DE LA QUÍMICA VERDE[9]
La química verde influye en diferentes aspectos de nuestra vida, la economía y el ambiente. 
Gracias a la química verde y a un diseño más reflexivo a escala molecular, podemos alcanzar con mayor eficacia nuestros objetivos de un medio ambiente más limpio, una mejor salud pública, una industria sostenible y unas economías más innovadoras y resilientes. 

## Química verde en México y Argentina
En México se han realizado diversas actividades para el desarrollo de tecnología, así como para la optimización de procesos mediante el uso de sustancias químicas amigables con el ambiente, tanto por instituciones de investigación públicas o privadas, motivadas principalmente por incentivos económicos a través de los programas del Consejo Nacional de Ciencia y Tecnología (CONACYT).
En el sector industrial también se han desarrollado programas para la mejora de procesos o sustitución de sustancias peligrosas, con la finalidad de reducir la generación de residuos peligrosos, mejorar el rendimiento de los procesos, y eliminar gastos por el manejo de residuos y optimizar el consumo de materias primas.
Actualmente, en México el desarrollo de la química verde se basa en reducidos apoyos que se otorgan a instituciones de investigación de las universidades y centros independientes de investigación. Sin embargo, no se tiene una verdadera sinergia entre la industria “como usuario final” y la academia “como desarrollador de tecnología”. En general, las actividades de prevención de la contaminación están centradas en el cumplimiento de la normatividad, sin haber en muchos casos una verdadera conciencia sobre la problemática a la que nos enfrentamos.
En Argentina, el desarrollo de la química verde es incipiente y se lleva adelante en institutos de investigaciones nacionales. Cabe destacar el Grupo de Investigación en Química Verde del Instituto de Química de Rosario (IQUIR) de la Facultad de Ciencias Bioquímicas y Farmacéuticas de la Universidad Nacional de Rosario. Enlace del Grupo: http://grupodequimicaverde.blogspot.com.ar/. 
En el ámbito de la química analítica, se destaca el grupo de Química Analítica Verde del Instituto de Biología Agrícola de Mendoza (IBAM-CONICET-UNCUYO), el cual es líder en el desarrollo de sistemas eutécticos naturales profundos (NADES). Enlace al grupo:https://www.mendoza.conicet.gov.ar/ibam/

## Tendencias
Se están haciendo esfuerzos no sólo para cuantificar el verdor de un proceso químico, sino también un factor en otras variables como el rendimiento químico, el precio de los componentes de la reacción, la seguridad en el manejo de los productos químicos, las demandas de hardware, el perfil de energía y la facilidad de estudio de diagnóstico de productos y su purificación. En un estudio cuantitativo, la reducción de nitrobenceno a anilina recibe 64 puntos sobre 100 marcándolo como una síntesis aceptable en general, mientras que la síntesis de una amida utilizando HMDS sólo se describe como adecuada, con una combinación total de 32 puntos.
La química verde es vista cada vez más como una herramienta de gran alcance que los investigadores deben utilizar para evaluar el impacto ambiental de la nanotecnología. A medida que se desarrollan los nanomateriales, el impacto ambientales y humanos de salud de ambos productos y procesos, para hacerlos deben considerar garantizar su viabilidad económica a largo plazo. Asimismo actualmente es muy común que a los nuevos materiales desarrollados, tales como los basados en polímeros,(plásticos, elastómeros, empleados en envases u otras aplicaciones), se les asigne una huella ecológica vinculada a todo su ciclo de vida.

## Controversia
Tras los análisis históricos del desarrollo de química verde, ha habido defensores de la química verde que lo ven como una forma innovadora de pensar. Por otro lado, ha habido químicos que han argumentado que la química verde es no más que una etiqueta de relaciones públicas. De hecho, muchos químicos usan el término “química verde” independientemente del paradigma de la química verde, según lo propuesto por Anastas and Warner. Esto explica la incertidumbre del estatus científico de la química verde.